# ペッシネット
ペッシネット（伊: Pessinetto）は、イタリア共和国ピエモンテ州トリノ県にある、人口約600人の基礎自治体（コムーネ）である。

## 地理

### 位置・広がり

#### 隣接コムーネ
隣接するコムーネは以下の通り。
- チェーレス
- ジェルマニャーノ
- ランツォ・トリネーゼ
- メッツェニーレ
- モナステーロ・ディ・ランツォ
- トラーヴェス

## 行政

### 分離集落
ペッシネットには、以下の分離集落（フラツィオーネ）がある。
- Gisola, Losa, Mombresto, Pessinetto Fuori, Sant'Ignazio, Tortore